# Турки в Казахстане
Турки в Казахстане появились в 40-е годы XX века и за несколько десятилетий превратились в одну из самых многочисленных и быстрорастущих этнических общин республики. По переписи населения Казахстана 2021 года турок в стране было 85 478 человек. Казахстанские турки в основном являются уроженцами республики и являются потомками депортированных турок из области Месхетия (Ахыска) в Грузии , хотя с начала 1990-х годов в Казахстане появились и выходцы из собственно Турецкой республики. Культурно-языковые установки этих двух групп сильно различаются: турки-месхетинцы в Казахстане предпочитают заниматься пригородным сельским хозяйством, a выходцы из Турции в основном заняты в строительстве, нефтедобыче и в сфере образования.

## История формирования
На территорию КазССР турки-месхетинцы массово попали из грузинской Месхетии в ходе сталинских депортаций. Они были расселены в сёлах южного Казахстана и в других республиках Центральной Азии. До 1956 года они не имели права на смену места жительства, до тех пор пока их не признали жертвами репрессий и реабилитировали. Но после его получения большинство предпочло остаться в республике. Более того, Казахстан оставался миграционно привлекательной для турок страной и в годы массовой эмиграции начала 1990-х. К примеру, в год пика миграционного оттока (1994) из республики, по данным казахстанской статистики, из 25 основных национальностей республики положительный баланс был отмечен только у турок (правда, незначительный) и казахов. Впоследствии в Казахстан переселилось значительное количество турок из Узбекистана и Киргизии, хотя основную массу прироста данного этноса обеспечивает высокий естественный прирост и традиции многодетности. Крупнейшим местом концентрации турок в Казахстане являются Алматинская и Джамбульская области (свыше 30 000 в каждой), ЮКО (свыше 20 000), г. Алматы (свыше 5 тыс.). В последние два десятилетия турки по численности обогнали узбеков в Джамбульской области и заняли 4-е место. Благодаря взрывному росту, с 8-го на 4-е место в ранге самых многочисленных национальностей поднялись они и в Алматинской области. В советское время турки-месхетинцы были трудоустроены в колхозно-совхозной системе сельского хозяйства КазССР. Большинство из них уже тогда вело приусадебное хозяйство, продукцию которого (молоко, мясо) они реализовывали на рынках Алматы и других городов. В Алматинской агломерации расположены десятки сел, где компактно проживают турки и где их доля может доходить до 60 % населения. К ним относятся такие посёлки как Саймасай, Бекболат и другие.

## СМИ
С 2000 года выходит газета на трех языках - казахском, турецком и русском Ахыска.